# Kari Seitz
Pour les articles homonymes, voir Seitz.
Kari Seitz est une arbitre américaine de football née le 2 novembre 1970 aux États-Unis.

## Carrière
Kari Seitz arbitre des matchs internationaux depuis 1999. Elle est présente lors des compétitions majeures du football féminin : le Championnat d'Europe de football féminin 2005, les Jeux olympiques d'été de 2008, les Coupes du monde 1999, 2003, 2007 et 2011.